# Валуев, Николай Сергеевич
Никола́й Серге́евич Валу́ев (род. 21 августа 1973, Ленинград) — российский политический и спортивный деятель. Депутат Государственной думы Федерального собрания Российской Федерации VI, VII и VIII созывов, первый заместитель председателя Комитета Государственной думы по туризму и развитию туристической инфраструктуры с 13 октября 2021 года.
Во время спортивной боксёрской карьеры выступал в тяжёлой весовой категории. Заслуженный мастер спорта России (2020), чемпион мира в тяжёлом весе по версии WBA (2005—2007, 2009), временный чемпион мира в тяжёлом весе по версии WBA (2008—2009), чемпион в тяжёлой весовой категории по версии Паназиатской боксёрской ассоциации (2000), чемпион России в тяжёлом весе среди профессионалов (1999).
Вице-президент Федерации хоккея с мячом России, с 9 августа 2016 года — ведущий детской передачи «Спокойной ночи, малыши!», председатель общественного совета АНО «Общественный форум „Экология“» с 2017 года.
Из-за поддержки вторжения России на Украину находится под международными санкциями всех стран Евросоюза, США, Великобритании и ряда других государств.

## Биография
Родился 21 августа 1973 года в Ленинграде. Родители Сергей Николаевич Валуев и Надежда Михайловна Валуева родом из села Подол Тверской области по отцовской линии и из Ярославской области по материнской линии. О своих отдалённых предках Николаю Валуеву, хотя он интересуется историей семьи, почти ничего не известно, кроме того, что они были крестьянами и жили в Тверской и Ярославской губерниях. Известно, что дед Николая по национальности татарин. Отмечается, что он, как и Валуев, был «гористого» телосложения.
Учился в 262-й школе Красного Села (Ленинград). В школе занимался баскетболом. В составе сборной команды Фрунзенской ДЮСШ стал чемпионом страны по баскетболу среди юношей младшего возраста. Также в школе занимался лёгкой атлетикой — метанием диска. Тренировался в школе В. И. Алексеева (6-кратного чемпиона СССР в метании копья и гранаты), основавшего в Ленинграде академию спорта. По метанию диска Николай Валуев выполнил норматив мастера спорта.
После школы поступил в Институт им. П. Ф. Лесгафта в Санкт-Петербурге. Окончил Национальный государственный университет физической культуры, спорта и здоровья имени П. Ф. Лесгафта в июне 2009 года (35 лет), защитив дипломную работу на тему: «Психологическое состояние и активность мужчин и женщин, занимающихся боксом, на разных этапах подготовки». 27 июня 2009 года Губернатор Санкт-Петербурга Валентина Матвиенко наградила Николая Валуева статуэткой бронзового сфинкса и вручила диплом об окончании университета вместе с 78 лучшими выпускниками вузов Санкт-Петербурга 2009 года.
В 2010 году поступил в ФГБОУ МГУТУ им. К. Г. Разумовского на факультет «Экономика и управление народным хозяйством».
Первая тренировка по боксу Николая Валуева прошла весной 1993 года. А уже в октябре состоялся дебют на профессиональном ринге. Первым тренером, а впоследствии менеджером и промоутером Николая стал Олег Шалаев (бывший боксёр, воспитанник Александра Драча). С 2000 года тренирует Николая Валуева заслуженный тренер Армении Манвел Габриэлян. В 2004 году был подписан контракт с немецким промоутером Вильфридом Зауэрландом, который занимался организацией боёв до окончания спортивной карьеры Николая.
В 2010 году Николай Валуев завершил спортивную карьеру из-за доброкачественной опухоли головного мозга или акромегалии.
2 апреля 2010 года вступил в партию «Единая Россия».
В декабре 2011 года был избран депутатом Государственной думы VI созыва по списку «Единой России».
Почётный житель Красносельского района Санкт-Петербурга.
В 2016 году переизбран депутатом Госдумы VII созыва.
Рост Николая составляет 213 сантиметров, размах рук — 216.

### Семья
Жена Галина Борисовна Валуева (в дев. Димитрова, род. 26 июля 1977), сын Григорий Валуев (род. 26 февраля 2002), дочь Ирина (род. 2 марта 2007 года), сын Сергей Валуев (род. 30 июля 2012 года).

### Собственность и доходы
Согласно официальному сайту Государственной думы России, который опубликовал отчётность депутатов о доходах за 2012 год, второе место по уровню дохода, уступая лишь Иосифу Кобзону, занимает Валуев с доходом 18,6 млн руб. Из недвижимости он владеет гаражом площадью 17 м². Его супруга имеет доход почти в 12 млн руб. Она располагает четырьмя квартирами (две в Германии и одной в Коста-Бланке), земельным участком, нежилым помещением и домом в Испании.

### Здоровье
Страдает от доброкачественной опухоли мозга, следствием которой является развившаяся акромегалия. Каждый месяц он проходит необходимую терапию. Диагноз акромегалия был поставлен Валуеву после медицинского обследования, которое он прошёл в 2009 году из-за последствий проигранного боя 7 ноября 2009 года против британца Дэвида Хэя. Операция прошла в Германии и продолжалась около пяти часов. Вторая операция прошла через несколько лет в Национальном медицинском исследовательском центре имени В. А. Алмазова в Санкт-Петербурге, однако хирург также не смог до конца убрать опухоль, так как в этом месте находятся важные сосуды головного мозга. В 2010 году опухоль вынудила Валуева покинуть спорт.
В октябре 2010 года перенёс операцию на левом плече в мюнхенской клинике. После этого оставалась ещё правая кисть, нуждающаяся в оперативном вмешательстве.

## Профессиональная карьера
Дебютный бой Николая Валуева состоялся 15 октября 1993 года в Берлине против американца Джона Мортона, который сразу стал началом профессиональной карьеры. Несмотря на это, Валуев продолжал боксировать на любительском уровне и участвовал в чемпионате России по боксу в 1994 году, а также на Играх доброй воли, на которых был дисквалифицирован, поскольку бой с Мортоном был признан профессиональным.

### 1993—2005 гг.
Николай Валуев перешёл в профессионалы в 1993 году, проведя немногим более десятка боёв на любительском ринге.
22 января 1999 года в Санкт-Петербурге в бою против Алексея Осокина завоевал титул чемпиона России среди профессионалов, который 15 декабря того же года защитил в бою против Алексея Варакина.
В промежутке между этими боями, 7 мая, состоялся бой Валуева против немца Андреаса Сидона. Валуев дважды послал в нокдаун своего противника. В 3-м раунде судья остановил бой. Публика, недовольная преждевременной остановкой, забросала ринг бутылками. Сидон спровоцировал Валуева на продолжение. В 6-м раунде бой был остановлен, и было объявлено решение «no contest (бой признан несостоявшимся)».
6 июня 2000 года Николай Валуев в бою против украинца Юрия Елистратова завоевал чемпионский титул Паназиатской боксёрской ассоциации (ПАБА, PABA) в тяжёлом весе. Двенадцатираундовый бой, прошедший в Санкт-Петербурге, был напряжённым, а победитель был определён по очкам. Впоследствии Николай Валуев пять раз защищал титул чемпиона ПАБА (PABA) в боях против Тони Фисо, Джорджа Линдберга, Тоакипы Тасефы, Тараса Биденко и Педро Даниэля Франко

### 21 июля 2002 года: Николай Валуев — Тарас Биденко
- Место проведения:  Сеул, Южная Корея
- Результат: Победа Валуева единогласным решением судей в 12-раундовом бою
- Статус: Чемпионский бой за титул PABA
- Рефери: Кванг-Су Ким
- Счёт судей: Майкл Ли (118—111), Му-Хун Мун (116—112), Кван Хо Чан (117—111) — все в пользу Валуева
- Время: 3:00
- Вес: Валуев 151,00 кг; Биденко 98,70 кг

21 июля 2002 года в Южной Корее состоялся бой Валуева против украинца Тараса Биденко. Это был всего лишь 4-й бой Биденко, тем не менее, он вышел на 12-раундовый поединок. Украинец вышел на ринг полным аутсайдером, но сумел показать потрясающее упорство и стойкость. Валуев владел преимуществом в 1-й половине боя, однако ближе к концу стал уставать. В 8-м раунде Тарас побывал в нокдауне. Бой вышел очень драматичным и напряжённым. Последний раунд Биденко вошёл в ближний бой с Валуевым, и несколько раз сильно потряс россиянина перед финальным гонгом. Однако Валуев достоял до конца и победил по очкам. Несмотря на результат, Биденко вырос в рейтингах, ведь не только сумел достоять все 12 раундов на начальном этапе карьеры против более опытного россиянина, но и дал российскому гиганту самый тяжёлый бой за его карьеру во всех 29 поединках.
24 июля 2004 года состоялся поединок Николая Валуева против нигерийца Ричарда Банго, в котором победой техническим нокаутом в шестом раунде Николай Валуев завоевал титул межконтинентального чемпиона среди профессионалов по версии ВБА (WBA). Впоследствии этот титул Николай защищал четыре раза. Исход боя был спорным. Валуев отправил в нокдаун Банго запрещённым в боксе ударом по затылку. Рефери проигнорировал нарушение и открыл счёт. В ответ промоутер Банго снял своего бойца с боя.

### 14 мая 2005 года: Николай Валуев — Клиффорд Этьен
- Место проведения:  Оберфранкенхалле, Байройт, Бавария, Германия
- Результат: Победа Валуева нокаутом в 3-м раунде в 12-раундовом бою
- Статус: Рейтинговый бой
- Рефери: Стэнли Кристодулу
- Время: 1:25
- Вес: Валуев 151,00 кг; Этьен 98,70 кг
- Трансляция: ARD

В мае 2005 года Валуев встретился в Германии с американцем Клиффордом Этьеном. Агрессивный Этьен смело шёл на размен с противником, который значительно превосходил его по габаритам. В середине 3-го раунда Валуев провёл дважды левый апперкот в челюсть, и Этьен упал на канвас, а затем встал на счёт 6. Через несколько секунд Валуев вновь провёл левый апперкот в челюсть и добавил ещё правый кросс в запрещённую область — в затылок. Этьен оказался на настиле и рукой показывал на затылок, так и не поднявшись на счёт 10. Рефери зафиксировал нокаут.

### 1 октября 2005 года: Николай Валуев — Ларри Дональд
- Место проведения:  ава Арена, Ольденбург, Нижняя Саксония, Германия
- Результат: Победа Валуева решением большинства в 12-раундовом бою
- Статус: Отборочный бой за титул ВБА (WBA) в супертяжёлом весе
- Рефери: Стэнли Кристодулу
- Счёт судей: Ги Джутрас (114—114), Такэси Симакава (117—112), Ове Овесен (115—113) — по данным BoxRec; по данным ARD Ове Овесен поставил оценки 114—113
- Вес: Валуев 147,30 кг; Дональд 111,00 кг;
- Трансляция: ARD

В октябре 2005 года состоялся отборочный бой за титул WBA в супертяжёлом весе между Николаем Валуевым и Ларри Дональдом. Для карьеры Дональда это был 3-й отборочный бой. Валуев имел преимущество в начале боя. Однако во 2-й половине поединка Дональд начал доминировать: он выбрасывал больше точных ударов и за счёт джеба и работы ног держал дистанцию. Между 10-м и 11-м раундами тренер Валуева Манвел Габриелян сообщил своему подопечному, что тот проигрывает бой и призвал его бить больше справа. Валуев призыву не внял, невыразительно выступив в 11-м раунде, а затем не смог изменить ситуацию и в последнем раунде. Судьи решением большинства объявили победителем россиянина. Зал решение освистал.

### 2005—2006 гг.
17 декабря 2005 года, одержав победу в своём 44-м бою, Николай Валуев стал первым российским чемпионом мира среди профессионалов в супертяжёлом весе по версии Всемирной боксёрской ассоциации (ВБА, WBA), победив большинством голосов судей Джона Руиса. Накануне боя в Берлине Николай Валуев присутствовал в церкви на праздничном воскресном богослужении, где получил благословение настоятеля Александро-Невского храма города Потсдама протоирея Анатолия Коляды. Победа в бою за чемпионский титул досталась Валуеву нелегко. По итогам двенадцатираундового боя двое судей отдали предпочтение Николаю, а один судья определил ничью. Результат, как и предыдущий бой Валуева против Дональда, был спорным. На пресс-конференции после боя Николай Валуев сказал:
Я ждал этого 12 лет и вот, наконец, дождался. Я рассчитывал, что бой не будет коротким. Так и получилось. К счастью, всё закончилось хорошо. Чемпионский пояс лёгкий, а вот бой был тяжёлым. Сегодня — великий день для меня
22 декабря 2005 года на пресс-конференции в Санкт-Петербурге Николай Валуев заявил, что чемпионский пояс оказался мал для фигуры спортсмена и что специально для него будет изготовлен новый чемпионский пояс. После приобретения титула чемпиона мира в качестве новых претендентов на чемпионский пояс назывались украинец Владимир Кличко и поляк Анджей Голота. Тем не менее, первую защиту титула чемпиона мира Николай Валуев провёл 3 июня 2006 года против ямайского боксёра Оуэна Бека. Победу техническим нокаутом в третьем раунде в этом бою одержал Николай Валуев, успешно защитив звание чемпиона мира.

### 7 октября 2006 года: Николай Валуев — Монте Барретт
- Место проведения:  Оллстейт Арена, Роусмонт, Иллинойс, США
- Результат: Победа Валуева техническим нокаутом в 11-м раунде в 12-раундовом бою
- Статус: Титул ВБА (WBA) в супертяжелом весе (2-я защита Валуева)
- Рефери: Джон О’Брайен
- Счёт судей: Хуберт Эрли (98-91), Тэд Гимза (96-93), Медардо Вильялобос (98-92) — все в пользу Валуева
- Время: 2:12
- Вес: Валуев 148,80 кг; Барретт 100,90 кг
- Трансляция: HBO
- Счёт неофициального судьи: Харольд Ледерман (97-92 Валуев)

В октябре 2006 года Валуев встретился с соперником Монте Барреттом. В середине 8-го раунда Валуев правым кроссом прошёлся вскользь головы Барретта. Американец упал. Рефери отсчитал нокдаун. Барретт поднялся на счёт 8. В начале 11-го раунда Валуев правым хуком попал в голову Баррету, и тот упал. Рефери не счёл это нокдауном. После возобновления боя Валуев сразу же провёл длинный левый хук, и Барретт вновь упал. Барретт встал на счёт 5. Валуев бросился его добивать. Барретт попытался спастись в клинчах. В середине раунда Валуев провёл двойку в голову, затем добавил ещё правый хук. Барретт отошёл к канатам. Валуев провёл левый апперкот в голову, и Барретт вновь упал. Он встал на счёт 5. Валуев опять попытался его добить, но Барретт снова начал клинчевать. На ринг вышел тренер американца, и оттолкнув рефери, форсировал остановку поединка.

### 2007 год
20 января 2007 года Николай Валуев проводил 3-ю подряд добровольную защиту титула чемпиона мира против американца Джамиля Макклайна. Этот бой, прошедший на арене Санкт-Якоб Холл в Базеле, Швейцария, был признан самым «тяжёлым» в истории бокса. Общий вес боксёров составил почти 272 кг (600 фунтов). Бой закончился победой техническим нокаутом в третьем раунде. Макклайн отказался продолжить бой, сославшись на травму левого колена, вследствие чего победу присудили Валуеву.

### 14 апреля 2007 года: Николай Валуев —Руслан Чагаев

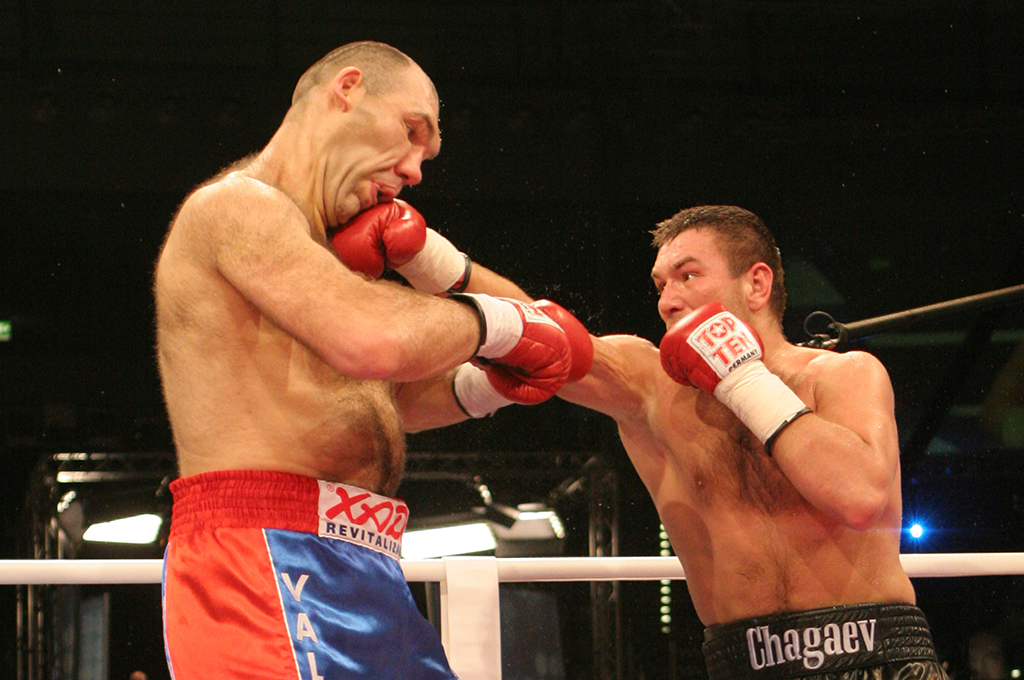
Руслан Чагаев наносит удар Николаю Валуеву

- Место проведения:  Порше-Арена, Штутгарт, Германия
- Результат: Победа Чагаева решением большинства в 12-ти раундовом бою
- Статус: Чемпионский бой за титул WBA в супертяжёлом весе
- Вес: Валуев 151,50; Чагаев 102,50

Следующим оппонентом Николая Валуева стал узбекистанский боксёр Руслан Чагаев — обязательный претендент на титул чемпиона мира. Бой состоялся 14 апреля 2007 года в Порше-Арене в Штутгарте, Германия. Весь бой Руслан Чагаев доминировал. По результатам двенадцатираундового боя чемпионский титул перешёл от Николая Валуева к Руслану Чагаеву, который одержал победу по очкам. Николай Валуев после боя согласился с решением судей и сослался на физическую подготовленность Руслана Чагаева.

### 30 августа 2008 года: Николай Валуев —Джон Руис(2-й бой)
- Место проведения:  Макс-Шмелинг-Халле, Пренцлауэр Берг, Берлин, Германия
- Результат: Победа Валуева единогласным решением в 12-раундовом бою
- Статус: Чемпионский бой за вакантный титул WBA в тяжёлом весе
- Рефери: Деррек Милхэм
- Счёт судей: Такэси Симакава (114—113), Антонио Рекуэна (116—113), Ове Овенсен (116—111) — все в пользу Валуева
- Вес: Валуев 144,1 кг; Руис 108,4 кг
- Трансляция: Nuts TV[англ.]

В августе 2008 года состоялся второй бой между Николай Валуевым и Джоном Руисом. На кону стоял вакантный титул WBA в тяжёлом весе. Бой был похож на первый поединок: также было много равной борьбы и клинчей. В конце концов, Симакава на самом деле отдал победу не Руису, а россиянину.

### 20 декабря 2008 года: Николай Валуев — Эвандер Холифилд
- Место проведения:  Халленштадион, Цюрих, Швейцария
- Результат: Победа Валуева решением большинства в 12-раундовом бою
- Статус: Чемпионский бой за титул WBA в тяжёлом весе (1-я защита Валуева)
- Рефери: Луис Пабон
- Счёт судей: Пьерлуиджи Поппи (116—112 Валуев), Гильермо Перес Пинеда (114—114), Микаэль Хук (115—114 Валуев)
- Вес: Валуев 141,0 кг; Холифилд 97,2 кг
- Трансляция: ARD

В декабре 2008 года состоялся бой между Николаем Валуевым и Эвандером Холифилдом. Большую часть боя американец «танцевал» вокруг россиянина (зал его освистывал), изредка пробивая точные и чёткие крюки. Валуев пытался бить джеб, но это не всегда помогало. Активных действий со стороны боксёров практически не было. В близком бою судьи отдали решением большинства голосов победу чемпиону. Зал решение освистал. В среде экспертов бокса мнения относительно победителя боя разделились: большая часть российских журналистов сочла, что победил россиянин, в то время как западные аналитики высказали мнение, что Холифилд был ограблен судьями.

### 7 ноября 2009 года: Николай Валуев —Дэвид Хэй
- Место проведения:  Нюрнберг Арена, Нюрнберг, Германия
- Результат: Победа Хэя решением большинства в 12-ти раундовом бою
- Статус: Чемпионский бой за титул WBA в тяжёлом весе (2-я защита Валуева);
- Рефери: Луис Пабон
- Трансляция: ARD

В ноябре 2009 года Николай Валуев проиграл британцу Дэвиду Хэю. Для Валуева это был один из лучших поединков: подсчёт количества ударов обоих спортсменов показал, что российский боксёр нанёс втрое больше ударов. Но соперник к этому был готов, и далеко не все удары россиянина достигли цели. Решающим стал 12-й раунд, в котором Хэй удачно достал голову Валуева своей перчаткой. После этого проигрыша на Николая Валуева обрушилась масса критики. Абсолютный чемпион мира Леннокс Льюис заявил, что Дэвид Хэй почти нокаутировал Валуева. В частности, немецкий врач Вальтер Вагнер выразил мнение, что из-за тяжелейших нагрузок у Валуева могут заболеть ноги и что ему надо заканчивать карьеру. Однако сам Николай Валуев категорически отверг эти домыслы и заявил СМИ, что не собирается уходить из профессионального спорта. В 2010 году Виталий Кличко, чемпион мира по версии WBC, бросил вызов Валуеву, заявив, что Валуев боится этого боя. Позже Валуев объявил об окончании карьеры.

## Стиль на ринге
Комментарий Олега Шалаева, тренера Валуева в начале карьеры:
Шалаев: «Чем брал Валуев? Да вообще ничем. Соперники подбирались ему слабенькие, судьи тоже были подобраны, расставлялись как надо. Судья всегда был свой в ринге, обязательно боковой судья. Так что здесь сказать? Он нулевой боксёр, ни о чём. Я тогда ещё говорил, что в боксе не боксёр решает вопросы. Свои судьи — это чтобы разнимали в нужный момент, не давали добивать, чтобы во всех опасных ключевых моментах вытягивали. Это всё было, это всё финансировалось».
На это высказывание ответил Александр Зимин (был тренером Николая в конце карьеры):
Зимин: «Ну, как его можно назвать никаким? Никакие разве могут стать чемпионами мира и побеждать таких легенд, как Эвандер Холифилд? Сам Эвандер после боя на пресс-конференции сказал, что ничего не мог сделать с левой рукой Николая, что не мог от него уйти и не мог по нему попасть. У Николая были сильные стороны, и это не только его габариты, хотя они тоже играли роль. Когда против тебя выходит человек такого роста и такого веса, ты невольно начинаешь волноваться за своё здоровье. Но кроме размеров он брал ещё джебом, где-то клинч включал, где-то тычки. Он не был зрелищным боксёром, но умел побеждать. Абы кто не выиграл бы у Холифилда, Джона Руиса, Монте Баррета, Клиффорда Этьена и других ребят».

## Вне ринга

### Судебная тяжба с Топ Глов
В начале своей карьеры Николай Валуев подписал контракт с промоутером Топ Глов (англ. Top Glove). Однако, проведя один бой, из-за возникших разногласий Николай Валуев отказался работать с Глов, вследствие чего та подала иск в Федеральный суд штата Нью-Джерси, который постановил, что Валуев должен выплатить своему промоутеру 176 000 $ и не имеет права проводить бои без его разрешения (на территории США).
В 2004 году при содействии адвоката Патрика Инглиша Федеральный суд штата Нью-Джерси отменил ранее принятое решение.

### Инцидент на автомобильной стоянке
19 января 2006 года на парковке дворца спорта «Спартак» в Санкт-Петербурге произошёл конфликт между Николаем Валуевым и 61-летним охранником парковки Юрием Сергеевым. В результате инцидента охранник был госпитализирован в состоянии средней тяжести в городскую больницу Св. Елизаветы. В результате обследования Сергееву был поставлен диагноз «закрытая черепно-мозговая травма, сотрясение головного мозга и ушиб грудной клетки».
Супруга Галина Валуева признала, что инцидент произошёл после того, как она припарковала свой автомобиль около автобусной остановки. Это запрещено правилами дорожного движения и, по-видимому, явилось причиной конфликта с охранником парковки Дворца спорта. По заявлению пресс-службы Николая Валуева, Галина Валуева неоднократно подвергалась оскорблениям со стороны охраны. Николай Валуев, приехав на помощь супруге, ввязался в драку с охранником, в результате чего охраннику были причинены телесные повреждения.
20 января 2006 года Юрием Сергеевым было подано заявление в ГУВД Санкт-Петербурга и Ленинградской области, однако уголовное дело по этому инциденту возбуждено не было. Во время новогодних праздников 2006/2007 года Валуев выплатил охраннику спортивного комплекса «Спартак» Сергееву требуемые им 41 тыс. руб. в качестве возмещения морального и материального ущерба от травм, полученных 19 января 2006 года.
9 января 2008 года мировой суд Калининского района Санкт-Петербурга признал Николая Валуева виновным в избиении Сергеева и приговорил к штрафу в размере 30 тыс. руб. Также был частично удовлетворён иск пострадавшего о компенсации морального вреда в размере 100 тыс. руб. Решение суда было обжаловано обеими сторонами. Калининский районный суд оставил приговор без изменений, но в начале 2009 года Санкт-Петербургский городской суд вернул дело на повторное рассмотрение. В конце октября 2009 года по ходатайству адвокатов Валуева суд прекратил дело за истечением срока давности, одновременно переквалифицировав его на более тяжкую статью «Умышленное причинение средней тяжести вреда здоровью». Основанием послужила медицинская экспертиза, в ходе которой у потерпевшего Юрия Сергеева обнаружены переломы трёх рёбер. Дело было направлено для проведения дознания в УВД Калининского района. В июне 2010 года в связи с отсутствием состава преступления расследование было прекращёно.

### Школа бокса Николая Валуева
В 2009 году Николай Валуев с группой тренеров создал «Школу бокса Николая Валуева» с филиалами в Санкт-Петербурге и Ленинградской области.

### Благотворительный фонд развития детско-юношеского спорта Николая Валуева
13 сентября 2010 года в интернете был открыт сайт Фонда Николая Валуева.

### Реклама и бизнес
5 февраля 2007 года в Санкт-Петербурге состоялась презентация книги чемпиона мира по версии ВБА (WBA) в супертяжёлом весе Николая Валуева и известного спортивного журналиста Константина Осипова под названием «Мои 12 раундов».
Николай Валуев не раз соглашался сняться в фото- и видеорекламе различных товаров и услуг. В ноябре 2009 года спортсмен подписал рекламный контракт с немецким производителем колбас, по которому Валуев в течение пяти лет будет рекламным лицом сосисок большого размера.
Выдающаяся внешность и суровая слава Николая Валуева часто являются причиной попыток использования его имиджа в рекламе, даже без его разрешения. В частности, Пензенский кинотеатр «Современник» в течение некоторого времени показывал ролик перед началом фильма, где Николай Валуев выступает в роли человека, который наказывает зрителей, мешающих другим. Николай Валуев, узнав об этом, намеревался отсудить у кинотеатра 2 млн рублей.
В 2011 году Николай Валуев участвует в рекламе электроинструмента компании «Интерскол», а также в рекламе МТС. Снялся в клипе «Сильная девушка» певицы Биг Бэты.
Неоднократно отклонял предложения сыграть в фильмах Голливуда из-за негативного восприятия предлагаемых ролей.

### Книга
- 2007 — Николай Валуев, Константин Осипов — «Мои 12 раундов» ISBN 5-17-042890-1 Издательство: АСТ

### Политическая деятельность
В 2011 году избран депутатом Государственной думы шестого созыва от Кемеровского регионального отделения партии «Единая Россия». Член комитета Государственной думы по физической культуре, спорту и делам молодёжи.
В седьмом созыве (с 2016 года) — первый заместитель Председателя Комитета ГД по экологии и охране окружающей среды.
19 июля 2018 года проголосовал за повышение пенсионного возраста.
В ходе мобилизации 2022 года раскритиковал россиян, которые стали уезжать из страны, назвав их хипстерами и пидорками.
В ходе губернаторских выборов в Хакассии 2023 года в составе группы из 24 депутатов Госдумы от «Единой России» приехал в Хакасию и лично агитировал жителей региона проголосовать за кандидата от партии в лице Сергея Сокола.

### Общественная деятельность
3 октября 2012 года на VI отчётно-выборной конференции Федерации хоккея с мячом России Валуев был избран вице-президентом Федерации. На VII отчётно-выборной конференции ФХМР, 28 сентября 2016 года, был избран членом исполкома ФХМР без сохранения должности вице-президента.
21 февраля 2018 года — в первый день работы выставки «Охота и рыболовство на Руси» избран председателем наблюдательного совета Общероссийского общественного движения «Живая Россия».

### Фильмография
- 2001 — Городок, выпуск № 89[77]
- 2003 — Игра без правил — камео
- 2006 — 7 гномов: И целого леса мало
- 2008 — Каменная башка — Егор Головин, «Каменная Башка»
- 2009 — Путь — заключённый по кличке «Зверь»
- 2009 — Схватка без правил — Николай Валов
- 2011 — Старинные часы — камео
- 2012 — Воронины — камео
- 2013 — Прорвать блокаду (Документальное кино) — ведущий
- 2014 — Подарок с характером — мужчина в аэропорту
- 2017 — Смурфики: Затерянная деревня — Силач (дубляж)
- 2018 — Ералаш (выпуск № 331, сюжет «Тренер»)[78] — тренер боксёра Ильи Зайцева
- 2020 — Миша портит всё — камео

### Радио
С мая 2012 года вёл передачу «Люди спорта» на «Радио Спорт» («Спорт ФМ»).
С 18 сентября 2019 по 18 марта 2020 года — ведущий передачи «Большой спорт» на радио «Комсомольская правда».
С 23 марта 2022 года — ведущий передачи «Разбор полётов» на Радио Sputnik.

### Телевидение
В 2011—2012 годах в качестве ведущего принял участие в съёмках сезона программы «Неизведанный Кузбасс» на телеканале «Мой Город» (г. Кемерово). Снято несколько выпусков, в ходе которых Валуев знакомил зрителей с природой и особенностями Кемеровской области, в частности посещал Горную Шорию, водил автомобиль БелАз по карьеру и искал вместе с журналистами в горах йети.
С 16 февраля по 21 апреля 2013 года — ведущий игры «Форт Боярд» на «Первом канале», с 7 сентября по 28 декабря 2014 года — программы-интервью «Большой папа» на «Пятом канале».
В августе 2016 года стал новым ведущим программы «Спокойной ночи, малыши!».
С 1 сентября по 30 декабря 2018 года — ведущий программы «Всех вылечим» на телеканале «78». С 22 сентября 2018 по 24 марта 2019 года — автор и ведущий программы «Сила духа» на телеканале «Спас». С 21 августа 2021 года — ведущий передачи «Исторический детектив» на телеканале «Мир».

### Награды
- Медаль ордена «За заслуги перед Отечеством» II степени (29 июня 2018 года) — за заслуги в укреплении российской государственности, развитии парламентаризма и активную законотворческую деятельность[86]
- Благодарность Правительства Российской Федерации (16 декабря 2019 года) — за большой вклад в развитие российского парламентаризма и активную законотворческую деятельность[87]
- Юбилейная медаль «МПА СНГ. 30 лет» (16 ноября 2023 года, Межпарламентская ассамблея СНГ) — за заслуги в деле развития и укрепления парламентаризма, за вклад в развитие и совершенствование правовых основ функционирования Содружества Независимых Государств, укрепление международных связей и межпарламентского сотрудничества[88]
- Орден Преподобного Сергия Радонежского III степени (2025 год, Русская Православная Церковь)[89]

## Санкции
24 февраля 2022 года внесён в санкционные списки стран Европейского Союза за действия и политику, которые подрывают территориальную целостность, суверенитет и независимость Украины и ещё больше дестабилизируют Украину.
24 февраля 2022 года включён в санкционный список Канады «близких соратников режима» за голосование о признании независимости «так называемых республик в Донецке и Луганске».
24 марта 2022 года, на фоне вторжения России на Украину, включён в санкционный список США за «соучастие в войне Путина» и «поддержку усилий Кремля по вторжению в Украину», Госдеп США заявил что депутаты Госдумы используют свои полномочия для преследования инакомыслящих и политических оппонентов, нарушают свободу информации, ограничивают права человека и основные свободы граждан России.
Позднее, по аналогичным основаниям, включён в санкционные списки Великобритании, Швейцарии, Австралии, Украины и Новой Зеландии.
10 февраля 2025 года Азербайджан объявил Николая Валуева персоной нон грата и запретил ему въезд в страну. В МИД республики пояснили, что решение связано с оскорбительными и угрожающими высказываниями Валуева. В своём телеграм-канале депутат Госдумы комментировал требование властей Азербайджана закрыть представительство Россотрудничества в Баку.

## Результаты боёв
В таблице перечислены результаты всех поединков боксёров.
В каждой строке указан результат поединка. Дополнительно номер поединка обозначен цветом, который обозначает итог поединка. Расшифровка обозначений и цветов представлена в нижеследующей таблице.
| Пример | Расшифровка                     |
| ------ | ------------------------------- |
|        | Победа                          |
|        | Ничья                           |
|        | Поражение                       |
|        | Планируемый поединок            |
|        | Поединок признан несостоявшимся |
| КО     | Нокаут                          |
| ТКО    | Технический нокаут              |
| PTS    | Решение судей (по очкам)        |
| UD     | Единогласное решение судей      |
| MD     | Решение большинства судей       |
| SD     | Раздельное решение судей        |
| RTD    | Отказ от продолжения боя        |
| DQ     | Дисквалификация                 |
| NC     | Поединок признан несостоявшимся |

| Бой | Рекорд       | Дата             | Возраст                     | Соперник                         | Возраст соперника            | Место боя                                                    | Результат       | Данные о бое |
| --- | ------------ | ---------------- | --------------------------- | -------------------------------- | ---------------------------- | ------------------------------------------------------------ | --------------- | --- |
| 53  | 50(34)-2,1NC | 7 ноября 2009    | 36 лет 2 месяца и 17 дней   | Дэвид Хэй (22-1)                 | 29 лет и 25 дней             | Arena Nürnberger Versicherung, Нюрнберг, Бавария, Германия   | MD12 (12)       | 114-114 112-116 112-116. Потерял титул чемпиона мира по версии WBA, 2-я защита Валуева.                                               |
| 52  | 50(34)-1,1NC | 20 декабря 2008  | 35 лет 3 месяца и 29 дней   | Эвандер Холифилд (42-9-2)        | 46 лет 2 месяца и 1 день     | Hallenstadion, Цюрих, Швейцария                              | MD12 (12)       | 114-114 116-112 115-114.Защитил титул чемпиона мира по версии WBA, 1-я защита Валуева.                                                |
| 51  | 49(34)-1,1NC | 30 августа 2008  | 35 лет и 9 дней             | Джон Руис (2) (43-7-1)           | 36 лет 6 месяцев и 26 дней   | Max Schmeling Halle, Prenzlauer Berg, Берлин, Германия       | UD12 (12)       | 116-111 116-113 114-113.Завоевал вакантный титул чемпиона мира по версии WBA.                                                         |
| 50  | 48(34)-1,1NC | 16 февраля 2008  | 34 года 5 месяцев и 26 дней | Сергей Ляхович (23-2)            | 31 год 7 месяцев и 18 дней   | Nuernberg Arena, Нюрнберг, Бавария, Германия                 | UD12 (12)       | 120-107 120-108 120-108.Отборочный бой по версии WBA.                                                                                 |
| 49  | 47(34)-1,1NC | 29 сентября 2007 | 34 года 1 месяц и 8 дней    | Жан-Франсуа Бержерон (27-0)      | 34 года 2 месяца и 3 дня     | EWE-Arena, Ольденбург, Нижняя Саксония, Германия             | UD12 (12)       | 118-111 117-111 118-111.Завоевал титул чемпиона Северной Америки по версии WBA, 3-я защита Бержерона.                                 |
| 48  | 46(34)-1,1NC | 14 апреля 2007   | 33 года 8 месяцев и 24 дня  | Руслан Чагаев (22-0-1)           | 28 лет 5 месяцев и 26 дней   | Porsche-Arena, Штутгарт, Баден-Вюртемберг, Германия          | MD12 (12)       | 114-114 111-117 113-115.Потерял титул чемпиона мира по версии WBA, 4-я защита Валуева.                                                |
| 47  | 46(34)-0,1NC | 20 января 2007   | 33 года 4 месяца и 30 дней  | Джамиль Макклайн (38-6-3)        | 36 лет и 8 месяцев           | St. Jakob Halle, Базель, Швейцария                           | RTD3 (12)       | Маклайн получил травму колена и не смог продолжить бой.Защитил титул чемпиона мира по версии WBA, 3-я защита Валуева.                 |
| 46  | 45(33)-0,1NC | 7 октября 2006   | 33 года 1 месяц и 16 дней   | Монте Барретт (31-4)             | 35 лет 4 месяца и 11 дней    | Allstate Arena, Роузмонт, Иллинойс, США                      | TKO11 (12) 2:12 | Защитил титул чемпиона мира по версии WBA, 2-я защита Валуева.                                                                        |
| 45  | 44(32)-0,1NC | 3 июня 2006      | 32 года 9 месяцев и 13 дней | Оуэн Бек (25-2)                  | 30 лет и 3 дня               | Tui Arena, Ганновер, Нижняя Саксония, Германия               | TKO3 (12) 2:44  | Бек в нокдауне во 2 раунде. Бек в нокдауне в 3 раунде.Защитил титул чемпиона мира по версии WBA, 1-я защита Валуева.                  |
| 44  | 43(31)-0,1NC | 17 декабря 2005  | 32 года 3 месяца и 26 дней  | Джон Руис (41-5-1)               | 33 года 11 месяцев и 13 дней | Max Schmeling Halle, Prenzlauer Berg, Берлин, Германия       | MD12 (12)       | 116-114 114-114 116-113.Завоевал титул чемпиона мира по версии WBA, 4-я защита Руиса.                                                 |
| 43  | 42(31)-0,1NC | 1 октября 2005   | 32 года 1 месяц и 11 дней   | Ларри Дональд (42-3-3)           | 38 лет 8 месяцев и 26 дней   | EWE-Arena, Ольденбург, Нижняя Саксония, Германия             | MD12 (12)       | 114-114 117-112 115-113.Защитил титул интерконтинентального чемпиона по версии WBA, 4-я защита Валуева. Отборочный бой по версии WBA. |
| 42  | 41(31)-0,1NC | 14 мая 2005      | 31 год 8 месяцев и 23 дня   | Клиффорд Этьен (29-3-2)          | 33 года 2 месяца и 5 дней    | Oberfrankenhalle, Байройт, Бавария, Германия                 | KO3 (12)        | Защитил титул интерконтинентального чемпиона по версии WBA, 3-я защита Валуева.                                                       |
| 41  | 40(30)-0,1NC | 12 февраля 2005  | 31 год 5 месяцев и 22 дня   | Аттила Левин (29-2)              | 28 лет 3 месяца и 4 дня      | Max Schmeling Halle, Prenzlauer Berg, Берлин, Германия       | TKO3 (12) 2:34  | Защитил титул интерконтинентального чемпиона по версии WBA, 2-я защита Валуева.                                                       |
| 40  | 39(29)-0,1NC | 20 ноября 2004   | 31 год 2 месяца и 30 дней   | Джеральд Ноублз (24-0)           | 33 года 10 месяцев и 16 дней | BigBox, Кемптен, Бавария, Германия                           | DQ4 (12) 0:42   | Защитил титул интерконтинентального чемпиона по версии WBA, 1-я защита Валуева.                                                       |
| 39  | 38(29)-0,1NC | 9 октября 2004   | 31 год 1 месяц и 19 дней    | Паоло Видоц (17-1)               | 34 года 1 месяц и 19 дней    | Messehalle, Эрфурт, Тюрингия, Германия                       | TKO9 (12) 2:33  | Завоевал вакантный титул интерконтинентального чемпиона по версии WBA.                                                                |
| 38  | 37(28)-0,1NC | 24 августа 2004  | 31 год и 3 дня              | Ричард Банго (16-0)              | 36 лет 4 месяца и 3 дня      | Brandenburg Halle, Франкфурт-на-Одере, Бранденбург, Германия | TKO6 (10) 1:50  | Завоевал временный титул интерконтинентального чемпиона по версии WBA.                                                                |
| 37  | 36(27)-0,1NC | 17 апреля 2004   | 30 лет 7 месяцев и 27 дней  | Марсело Фабиан Домингес (37-4-1) | 34 года 3 месяца и 2 дня     | Max Schmeling Halle, Prenzlauer Berg, Берлин, Германия       | UD8 (8)         | 79-74 79-75 79-74. |
| 36  | 35(27)-0,1NC | 28 февраля 2004  | 30 лет 6 месяцев и 7 дней   | Дик Райан (54-7)                 | 36 лет 8 месяцев и 28 дней   | Mehrzweckhalle, Дрезден, Саксония, Германия                  | TKO1 (10) 2:43  | |
| 35  | 34(26)-0,1NC | 4 октября 2003   | 30 лет 1 месяц и 13 дней    | Отис Тисдейл (21-12-1)           | 34 года 6 месяцев и 29 дней  | Stadthalle, Цвиккау, Саксония, Германия                      | KO1 (8)         | |
| 34  | 33(25)-0,1NC | 16 августа 2003  | 29 лет 11 месяцев и 26 дней | Боб Мирович (20-11-2)            | 39 лет 5 месяцев и 22 дня    | Nuerburgring, Нюрбург, Рейнланд-Пфальц, Германия             | UD8 (8)         | |
| 33  | 32(25)-0,1NC | 18 июля 2003     | 29 лет 10 месяцев и 27 дней | Виталий Шкраба (2) (9-4)         | 33 года 1 месяц и 16 дней    | Белорусский государственный цирк, Минск, Белоруссия          | TKO4 (10)       | Угол Виталия Шкрабы выбросил полотенце.                                                                                               |
| 32  | 31(24)-0,1NC | 15 марта 2003    | 29 лет 6 месяцев и 22 дня   | Педро Даниэль Франко (21-10)     | 36 лет 9 месяцев и 21 день   | Юбилейный дворец спорта, Санкт-Петербург, Россия             | UD12 (12)       | Защитил титул чемпиона Азии по версии PABA, 5-я защита Валуева.                                                                       |
| 31  | 30(24)-0,1NC | 10 октября 2002  | 29 лет 1 месяц и 20 дней    | Константин Призюк (3-3-1)        | 25 лет 2 месяца и 6 дней     | Гигантский зал, казино Конти, Санкт-Петербург, Россия        | RTD3 (10) 3:00  | Угол Константина Призюка отказался от продолжения боя после 3 раунда.Завоевал вакантный титул чемпиона России.                        |
| 30  | 29(23)-0,1NC | 21 июля 2002     | 28 лет и 11 месяцев         | Тарас Биденко (3-0)              | 22 года 5 месяцев и 13 дней  | Сеул, Южная Корея                                            | UD12 (12) 3:00  | 118-111 116-112 117-111. Биденко в нокдауне в 8 раунде.Защитил титул чемпиона Азии по версии PABA, 4-я защита Валуева.                |
| 29  | 28(23)-0,1NC | 15 июня 2002     | 28 лет 9 месяцев и 24 дня   | Ярослав Заворотный (2-0)         | 27 лет 4 месяца и 30 дней    | Дворец спорта Дружба, Донецк, Украина                        | TKO3 (10)       | Угол Ярослава Заворотного выбросил полотенце.                                                                                         |
| 28  | 27(22)-0,1NC | 28 сентября 2001 | 28 лет 1 месяц и 7 дней     | Тоакипа Тасефа (27-2-2)          | 29 лет 8 месяцев и 9 дней    | Юбилейный дворец спорта, Санкт-Петербург, Россия             | UD12 (12)       | 120-108 120-108 120-108.Защитил титул чемпиона Азии по версии PABA, 3-я защита Валуева.                                               |
| 27  | 26(22)-0,1NC | 30 июня 2001     | 27 лет 10 месяцев и 9 дней  | Джордж Линбергер (19-6-1)        | 32 года 5 месяцев и 7 дней   | Trump Taj Mahal, Атлантик-Сити, Нью-Джерси, США              | TKO1 (12) 1:20  | Защитил титул чемпиона Азии по версии PABA,2-я защита Валуева.                                                                        |
| 26  | 25(21)-0,1NC | 6 марта 2001     | 27 лет 6 месяцев и 13 дней  | Виталий Шкраба (4-1)             | 30 лет 9 месяцев и 4 дня     | ЦСКА, Москва, Россия                                         | TKO4 (8)        | |
| 25  | 24(20)-0,1NC | 19 октября 2000  | 27 лет 1 месяц и 28 дней    | Тони Фисо (6-4)                  | 34 года 7 месяцев и 1 день   | Юбилейный дворец спорта, Санкт-Петербург, Россия             | TKO1 (12)       | Защитил титул временного чемпиона Азии по версии PABA, 1-я защита Валуева.                                                            |
| 24  | 23(19)-0,1NC | 6 июня 2000      | 26 лет 9 месяцев и 16 дней  | Юрий Елистратов (19-12-1)        | 35 лет 11 месяцев и 26 дней  | Юбилейный дворец спорта, Санкт-Петербург, Россия             | UD12 (12)       | Завоевал титул временного чемпиона Азии по версии PABA.                                                                               |
| 23  | 22(19)-0,1NC | 10 марта 2000    | 26 лет 6 месяцев и 17 дней  | Юрий Николаев (2-1)              | 30(31) лет(год)              | Новосибирск, Россия                                          | TKO2 (6)        | |
| 22  | 21(18)-0,1NC | 15 декабря 1999  | 26 лет 3 месяца и 24 дня    | Алексей Варакин (14-6-1)         | 24 года 7 месяцев и 15 дней  | Цирк, Санкт-Петербург, Россия                                | KO1 (12) 1:30   | Защитил титул чемпиона России, 1 защита Валуева.                                                                                      |
| 21  | 20(17)-0,1NC | 25 июня 1999     | 25 лет 10 месяцев и 4 дня   | Джейм Маквин (дебют)             |                              | Прага, Чехия                                                 | KO1 (6)         | |
| 20  | 19(16)-0,1NC | 7 мая 1999       | 25 лет 8 месяцев и 16 дней  | Андреас Зидон (1-0)              | 36 лет 3 месяца и 3 дня      | Прага, Чехия                                                 | NC6 (6)         | |
| 19  | 19(16)-0     | 13 февраля 1999  | 25 лет 5 месяцев и 23 дня   | Джон Тупоу (7-2)                 | 30 лет 1 месяц и 19 дней     | Ariake Colosseum, Токио, Япония                              | TKO4 (6) 1:16   | |
| 18  | 18(15)-0     | 22 января 1999   | 25 лет 5 месяцев и 1 день   | Алексей Осокин (5-4-1)           | 30 лет 1 месяц и 19 дней     | Гигантский зал, казино Конти, Санкт-Петербург, Россия        | TKO4 (6) 1:16   | Завоевал вакантный титул чемпиона России.                                                                                             |
| 17  | 17(14)-0     | 19 декабря 1998  | 25 лет 3 месяца и 28 дней   | Евгений Одольский (дебют)        |                              | Тундра-бар, Санкт-Петербург, Россия                          | KO1 (6)         | |
| 16  | 16(13)-0     | 9 июня 1998      | 24 года 9 месяцев и 19 дней | Джеймс Гэйнс (15-4)              | 27 лет 1 месяц и 24 дня      | Цирк, Москва, Россия                                         | UD6 (6)         | Гэйнс в нокдауне в 5 раунде. |
| 15  | 15(13)-0     | 14 марта 1998    | 24 года 6 месяцев и 21 день | Джим Хаффман (11-7)              | 33 года 4 месяца и 2 дня     | Олимпийский стадион, Москва, Россия                          | TKO2 (6) 0:37   | Хаффман два раза в нокдауне в 1 раунде.                                                                                               |
| 14  | 14(12)-0     | 6 декабря 1997   | 24 года 3 месяца и 15 дней  | Синклер Бабб (2-2)               | 36 лет 10 месяцев и 8 дней   | Stockland Stadium, Таунсвилл, Квинсленд, Австралия           | TKO1 (6) 2:05   | |
| 13  | 13(11)-0     | 8 ноября 1997    | 24 года 2 месяца и 18 дней  | Аларим Юсал (3-1)                | 28 лет и 4 дня               | Ballsporthalle, Франкфурт на Майне, Хессен, Германия         | TKO2            | |
| 12  | 12(10)-0     | 27 сентября 1997 | 24 года 1 месяц и 6 дней    | Кевин Розье (4-3)                | 35 лет 8 месяцев и 21 день   | Цирк, Москва, Россия                                         | KO1             | |
| 11  | 11(9)-0      | 21 августа 1997  | 24 года                     | Огаст Тануваса (12-11)           | 33 года 6 месяцев и 23 дня   | Bankstown Sports Club, Сидней, Новый Южный Уэльс, Австралия  | TKO1 (6) 2:44   | |
| 10  | 10(8)-0      | 26 июля 1997     | 23 года 11 месяцев и 5 дней | Родни Харрис (0-1)               |                              | Arena, Йокогама, Канагава, Япония                            | PTS4 (4)        | |
| 9   | 9(8)-0       | 31 мая 1997      | 23 года 9 месяцев и 10 дней | Террелл Нельсон (6-3)            | 26 лет и 6 дней              | Trump Taj Mahal, Атлантик-Сити, Нью-Джерси, США              | TKO2 (4) 1:26   | |
| 8   | 8(7)-0       | 9 мая 1997       | 23 года 8 месяцев и 18 дней | Манао Навуйлава (2-3)            | 29 лет 2 месяца и 20 дней    | Bankstown Sports Club, Сидней, Новый Южный Уэльс, Австралия  | TKO1 (4) 1:24   | |
| 7   | 7(6)-0       | 21 марта 1997    | 23 года и 7 месяцев         | Патрик Слэйд (2-3)               | 33 года 7 месяцев и 19 дней  | Parramatta RSL Club, Сидней, Новый Южный Уэльс, Австралия    | TKO1 (4) 1:59   | |
| 6   | 6(5)-0       | 26 ноября 1996   | 23 года 3 месяца и 5 дней   | Даррен Фирн (3-4)                | 27 лет 9 месяцев и 5 дней    | York Hall, Бетнал-Грин, Лондон, Великобритания               | TKO1 (6)        | |
| 5   | 5(4)-0       | 8 октября 1996   | 23 года 1 месяц и 17 дней   | Нил Кирквуд (4-1)                | 26 лет 10 месяцев и 8 дней   | Town Hall, Баттерси, Лондон, Великобритания                  | TKO2 (4)        | |
| 4   | 4(3)-0       | 16 февраля 1995  | 21 год 5 месяцев и 26 дней  | Сергей Аникеев (дебют)           |                              | Цирк, Санкт-Петербург, Россия                                | KO2 (4)         | |
| 3   | 3(2)-0       | 15 апреля 1994   | 20 лет 7 месяцев и 25 дней  | Алексей Цыганков (дебют)         |                              | Цирк, Санкт-Петербург, Россия                                | KO3 (4)         | |
| 2   | 2(1)-0       | 22 февраля 1994  | 20 лет 6 месяцев и 1 день   | Александр Васильев (дебют)       | 21 год 7 месяцев и 25 дней   | Цирк, Санкт-Петербург, Россия                                | PTS4 (4)        | |
| 1   | 1(1)-0       | 15 октября 1993  | 20 лет 1 месяц и 24 дня     | Джон Мортон (10-28)              | 30 лет 9 месяцев и 15 дней   | Sporthalle, Шхонеберг Берлин, Германия                       | TKO2 (4)        | |
| Бой | Рекорд       | Дата             | Возраст                     | Соперник                         | Возраст соперника            | Место боя                                                    | Результат       | Данные о бое |